# 留尼汪大学
留尼汪大学（法語：Université de La Réunion）是法国留尼汪的一所公立综合性大学。

## 院系设置
- 科学技术学院
- 法律、经济学院
- 文学与社会科学学院
- 人类与环境科学学院
- 医学院
- 留尼翁印度洋高等工程师学校
- 留尼翁印度洋高等工程师学校
- 企业管理学院
- 大学技术学院
- 孔子学院
- 教育学院
- 宇宙科学学院
- 学徒制教育中心